# SPY FOR THE BAND (SINGLES+more)
『SPY FOR THE BAND (SINGLES+more)』（スパイ・フォー・ザ・バンド、シングル・プラス・モア）は、カーネーションのベスト・アルバム。2000年9月21日に日本コロムビアより発売。
日本コロムビアで発表したシングル曲（2〜12曲目）を中心としたアルバム。他に入手困難な曲を収録。シングル「No Goodbye」は本作にしか収録されていない。ジャケットデザインは山本ムーグ。

## 収録曲
1. Edo River
2. It's a Beautiful Day (Single version)
3. 世界の果てまでつれてってよ (Single version)
4. グレイト・ノスタルジア (Single version)
5. Garden City Life
6. Superman（Full version）
エンディングが完奏されているバージョン。
7. No Goodbye
8. New Morning
9. 恋の不思議惑星 (Single version)
10. たのんだぜベイビー (Single version)
11. REAL MAN（Alternate Mix）
12. 恋するためにぼくは生まれてきたんだ
13. OH MY GOD !
14. ARE YOU THERE WITH ANOTHER GIRL
ディオンヌ・ワーウィックのカヴァー。オムニバス「トリビュート・トゥ・バート・バカラック」より。
15. A Dream Goes On Forever
トッド・ラングレンのカヴァー。直枝政太郎による日本語歌詞で、邦題は「夢は果てしなく」。
トリビュートアルバム「トッドは真実のスーパースター」より。
日比谷野外小音楽堂にてオーディエンスの前で公開収録されたライブ音源。トラック・ダウンをトッド本人が手がけている。